# Cabo Lollo
El Cabo Lollo (en noruego: Kapp Lollo), es una saliencia costera localizada en la posición 54°25′S 3°29′E / -54.417, 3.483. Se encuentra en el extremo noreste de la isla Bouvet, en el océano Atlántico Sur. Fue cartografiada de forma provisional en el año 1898 por la expedición alemana comandada por Carl Chun, y fue luego nuevamente cartografiada por la expedición noruega bajo el mando del capital Harald Horntvedt, quien exploró el área desde el Norvegia en diciembre de 1927.